# Argila plástica
A argila plástica é um material composto basicamente de argilominerais (caulinita, illita, montmorillonita e esmectita) e outros minerais não argilosos como quartzo, feldspato, micas e matéria orgânica.
Na composição da massa, fornecem plasticidade, trabalhabilidade, resistência mecânica e refratariedade. Quando maior a plasticidade melhor a trabalhabilidade para conformação de produtos cerâmicos por extrusão. Por outro lado argila muito plásticas apresentam dificuldade na secagem podendo ocorrer trincas de secagem.
As argilas plásticas são conhecidas também em algumas regiões como argila gorda. Podem queimar em cores variando do branco a vermelho escuro. A cor vai depender basicamente da teor de ferro presente na argila. Outros óxidos além do ferro podem interferir na cor da cerâmica proveniente de uma determinada argila. O óxido de titânio é um exemplo desse efeito, teores maiores que 1% influenciam na cor do produto final, conduzindo o eventual vermelho para um creme claro na argilas que contém teor de ferro entre 8 e 12%. Argilas com teor abaixo de 1,5% queimam em cor branca, entre 1,5 e 6% queimam creme e acima de 6% queimam vermelho.
Quanto maior o teor de ferro de uma argila, menos refratária será. Isso ocorre pelo fato do teor de ferro atuar como fundente. Para argilas com alto teor de ferro a cor vermelha fica mais evidente a medida que a temperatura de queima aumenta. A media de queima dessas argilas para produtos cerâmicos fica entre 800 °C e 950 °C.